# Lepthyphantes bamilekei
Lepthyphantes bamilekei là một loài nhện trong họ Linyphiidae.
Loài này thuộc chi Lepthyphantes. Lepthyphantes bamilekei được Robert Bosmans miêu tả năm 1986.